# Giuseppe Boni

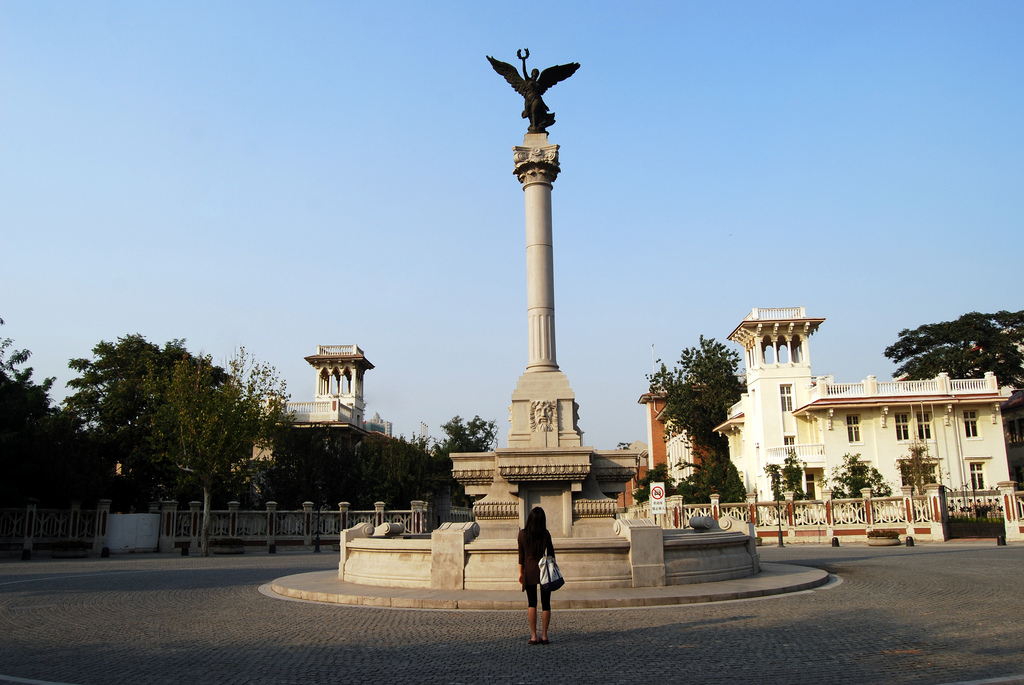
Monumento ai Caduti della prima guerra mondiale, Tientsin

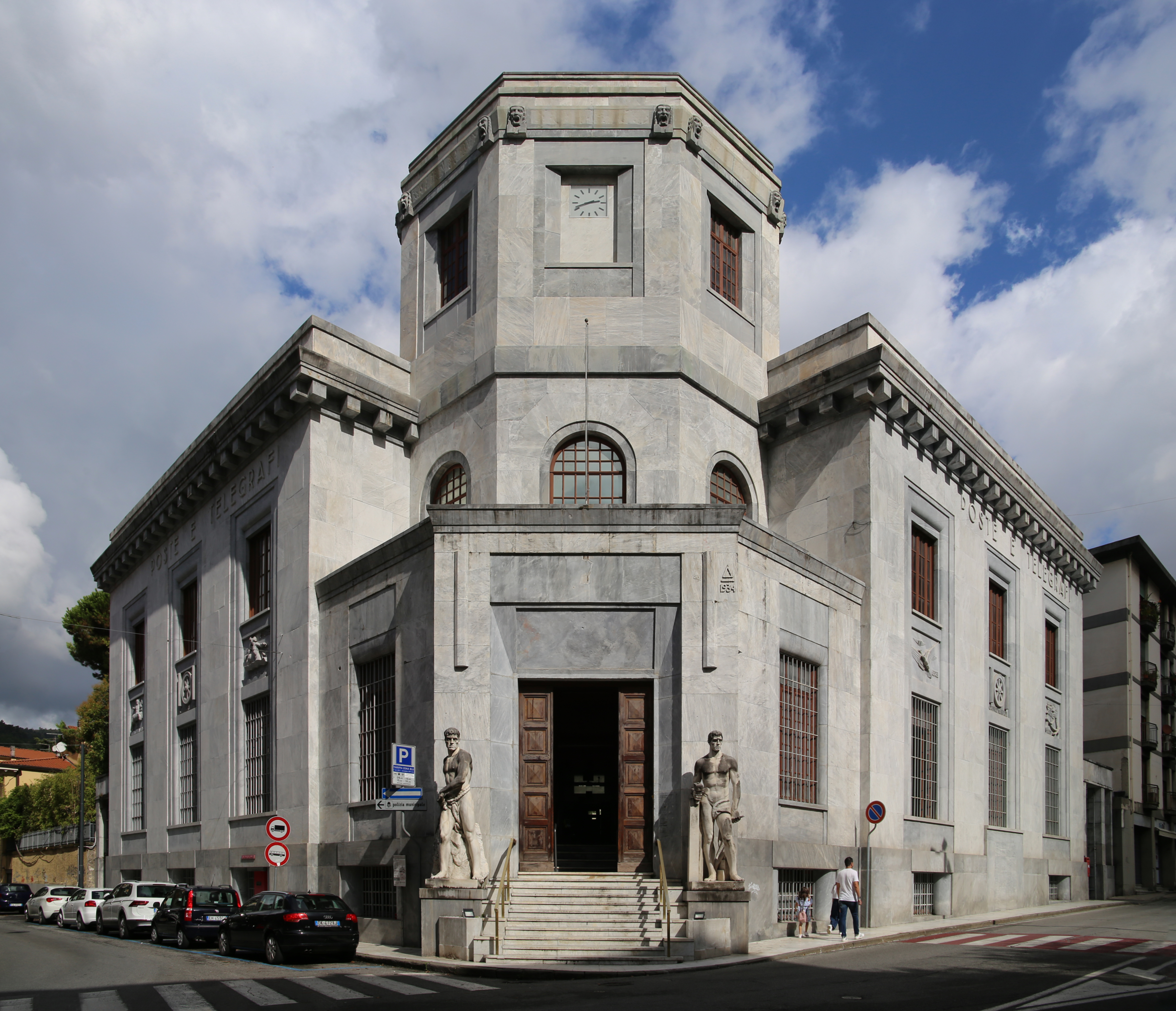
Palazzo delle Poste, Carrara

Giuseppe Pantaleone Boni (Carrara, 1884 – 1936) è stato un architetto italiano.

## Biografia
Laureato nel 1910 in architettura civile al Politecnico di Milano, il Boni ricoprì nella sua vita professionale diversi incarichi, fra i quali Presidente della Commissione Ufficiale Italiana al Congresso Internazionale di Architettura a Londra (1924); Membro della Commissione Edilizia del Governatorato di Roma (1928); Membro per l'Italia del Comitato Internazionale degli Architetti a Parigi (1928);  Membro della Commissione Ufficiale Italiana al Congresso Internazionale di Architettura a Budapest (1930); Vice Segretario Nazionale dei Sindacati Fascisti Architetti.
Fra i suoi lavori si ricordino:
- il Grand Hotel Regina, Salsomaggiore Terme, 1911[1]
- la gabbia del pozzo Scotti, Salsomaggiore Terme, 1912[2]
- il Padiglione Ufficiale Italiano alla Esposizione Internazionale di Arte Grafica e del Libro, Lipsia (Germania), 1914
- il Monumento ad Antonio Maceo, L'Avana (Cuba), 1915
- la Casa del Balilla, Carrara, 1929
- il Villino Scarlatti in Via Cassia, Roma, 1929
- il Villino Nicolini (casa/atelier dello scultore) in Via Gerolamo Fracastoro, Roma, 1929
- il Monumento ai Caduti della prima guerra mondiale, Tientsin (Cina), 1931
- il Palazzo delle Poste, Carrara, 1933
- il Collegio Regina Elena, Sansepolcro, 1935
- il Collegio "IV Novembre", Lido di Roma, 1936
- la Chiesa del Parco del Collegio IV Novembre, Roma, 1936

Fu inoltre autore di due pubblicazioni sull'architettura: L'Architettura della Rinascenza (1921) e Della Composizione (1925).
Conseguì anche i titoli accademici di Membro Onorario della Reale Accademia di Belle Arti di Bologna (1910), Brera (1912), Carrara (1912) e Firenze (1926) e di Accademico di Merito della Reale Insigne Accademia di San Luca a Roma (1930).